# قرار مجلس الأمن التابع للأمم المتحدة رقم 1716
قرار مجلس الأمن التابع للأمم المتحدة رقم 1716، الذي اتخذ بالإجماع في 13 أكتوبر 2006، بعد التأكيد على جميع القرارات المتعلقة أبخازيا وجورجيا، وخاصة القرار 1666 (2006)، مدد المجلس ولاية بعثة الأمم المتحدة للمراقبة في جورجيا حتى 15 أبريل 2007.
تضمن القرار، الذي صاغته روسيا، في البداية إشارات تدين العمليات الجورجية في وادي كودوري، ولكن تم تعديلها لاحقًا للتعبير عن القلق.

## القرار

### أعمال
وأكد القرار من جديد التزام المجلس بسيادة جورجيا وسلامتها الإقليمية داخل حدودها المعترف بها دوليا. وأكد من جديد الحاجة إلى تسوية شاملة تستند إلى المبادئ الواردة في "ورقة المبادئ الأساسية لتوزيع الاختصاصات بين تبليسي وسوخومي"، داعيا كل من جورجيا وأبخازيا إلى استخدام جميع الآليات الواردة في قرارات مجلس الأمن السابقة للوصول إلى تسوية سلمية. وأيد المجلس الجهود التي يبذلها الجانبان للتوصل إلى حلول جديدة لحل النزاع والمشاركة في التعاون الاقتصادي.
وأعرب أعضاء المجلس، مخاطبين كلا الجانبين، عن قلقهم إزاء انتهاكات اتفاق وقف إطلاق النار وفصل القوات (اتفاق موسكو) والعمليات الجورجية في وادي كودوري في تموز / يوليو 2006. وفي هذا السياق، أعرب المجلس عن ارتياحه لتسيير دوريات مشتركة بين بعثة مراقبي الأمم المتحدة في جورجيا وقوات حفظ السلام التابعة لرابطة الدول المستقلة على أساس منتظم في وادي كودوري. تم حث جميع الأطراف على احترام اتفاق موسكو لعام 1994.
دعا القرار 1716 جورجيا مرة أخرى إلى معالجة المخاوف الأبخازية "المشروعة"، بينما كان على أبخازيا معالجة عودة اللاجئين والمشردين داخليًا، ولا سيما في منطقة غالي. ودُعي كلا الجانبين إلى إبرام اتفاقات بشأن اللاعنف وعودة اللاجئين والمشردين داخليا في منطقة غالي. وفي الوقت نفسه، تم الإشادة بكل من جورجيا وأبخازيا لتقديمهما أفكارًا كأساس لمزيد من الحوار فيما يتعلق بتسوية النزاع، وحثهما على متابعة عزمهما على عقد اجتماع رفيع المستوى.
صدرت تعليمات إلى الأمين العام للنظر في سبل تحسين الثقة ورفاه وأمن السكان في مقاطعتي غالي وزوغديدي.
ومضى نص القرار لتذكير الجانبين بضمان سلامة وحرية الحركة لبعثة مراقبي الأمم المتحدة وقوة رابطة الدول المستقلة وآخرين. ورحب بالجهود المبذولة لتنفيذ سياسة عدم التسامح مطلقا بشأن الاستغلال الجنسي وتم تمديد ولاية بعثة الأمم المتحدة حتى 15 نيسان / أبريل 2007. وطُلب من الأمين العام تقديم تقارير عن الحالة بانتظام، ولا سيما التطورات في وادي كودوري.

## روابط خارجية
- نص القرار في undocs.org